# Roberto Escamilla
Roberto Escamilla  (Monterrey, Nuevo León) es un director y productor cinematográfico. Considerado parte de los pioneros modernos del cine en Nuevo León. Estudió maestría en Periodismo Especializado en el Tecnológico de Monterrey, además de pertenecer al Padrón de Cine del Consejo para la Cultura y las Artes de Nuevo León (CONARTE).
Fue coordinador de la programación de la Cineteca de Nuevo León durante el periodo de 1998 al 2010. Contribuyó en el Fórum Universal de las Culturas Monterrey (Fórum Monterrey 2007) por parte de la Cineteca de Nuevo León con una selección de cine. 
Una de sus aportaciones fue su colaboración en la creación del club de cine Cinema 16 en el Tecnológico de Monterrey. También encabezó el primer grupo promotor del Cine Europeo de los 50 y aportó en la elaboración del Diccionario de Cine Nuevoleonés realizado por CONARTE con el fin de documentar el cine de Nuevo León.
Organizó la Muestra Internacional de Cine 50 en el 2009 que incluyó como parte de las actividades de ese año en CONARTE.
Produjo "El destierro" primer cortometraje filmado en el Tecnológico de Monterrey con alumnos de la clase de cine.

## Filmografía
| Título                  | Año  | Rol                  | Nota         |
| ----------------------- | ---- | -------------------- | ------------ |
| Ambición Trágica        | 1960 | Fotografía           | Cortometraje |
| El prisionero           | 1960 | Director/Productor   | Largometraje |
| Homenaje a Manuel Durón | 1967 | Director/Productor   | Documental   |
| El destierro            | 1976 | Productor/Fotografía | Cortometraje |
| Route 22                | 2012 | Productor            | Cortometraje |